# Tomar
Tomar és un municipi portuguès, situat al districte de Santarém, a la regió del Centre i a la subregió de Médio Tejo. L'any 2004 tenia 42.983 habitants. Limita al nord amb Ferreira do Zêzere, a l'est amb Abrantes, al sud amb Vila Nova da Barquinha, a l'oest amb Torres Novas i al nord-oest amb Ourém.

## Població
| Població del concelho de Tomar (1801 – 2004) | Població del concelho de Tomar (1801 – 2004) | Població del concelho de Tomar (1801 – 2004) | Població del concelho de Tomar (1801 – 2004) | Població del concelho de Tomar (1801 – 2004) | Població del concelho de Tomar (1801 – 2004) | Població del concelho de Tomar (1801 – 2004) | Població del concelho de Tomar (1801 – 2004) | Població del concelho de Tomar (1801 – 2004) |
| -------------------------------------------- | -------------------------------------------- | -------------------------------------------- | -------------------------------------------- | -------------------------------------------- | -------------------------------------------- | -------------------------------------------- | -------------------------------------------- | -------------------------------------------- |
| 1801                                         | 1849                                         | 1900                                         | 1930                                         | 1960                                         | 1981                                         | 1991                                         | 2001                                         | 2004                                         |
| 16536                                        | 16786                                        | 31360                                        | 39179                                        | 44161                                        | 45672                                        | 43139                                        | 43007                                        | 42983                                        |

## Freguesies
- Além da Ribeira
- Alviobeira
- Asseiceira
- Beselga
- Carregueiros
- Casais
- Junceira
- Madalena
- Olalhas
- Paialvo
- Pedreira
- Sabacheira
- Santa Maria dos Olivais (Tomar)
- São João Baptista (Tomar)
- São Pedro de Tomar (Tomar) (abans S. Pedro da Beberriqueira)
- Serra

## Monuments
- Capella de Santa Iria
- Convent de Crist
- Església de Santa Maria dos Olivais
- Església de São João Baptista
- Capella de São Gregório Nazianzeno
- Ermita de Nossa Senhora da Conceição
- Església i Convent de São Francisco